# Liste der Siliziumhersteller
Die Liste der Silizumhersteller enthält Hersteller von Reinstsilizium in Form von Wafern, wie es für Solarzellen (Mono oder Poly) und elektronische Halbleiterprodukte (Mono) benötigt wird.
Ausgangsprodukt für die Herstellung von Reinstsilizium ist Ferrosilizium (metallurgisches Silizium). Monokristallines Silizium wird durch spezielle Prozesse (Siemens Prozess) und Kristallzuchtmethoden (FZ, CZ) zur Weiterverarbeitung in der Halbleitertechnik veredelt und ist ultrarein, d. h. frei von Defekten. Polykristallines Silizium hingegen kann in einem einfacheren Prozess in großen Mengen hergestellt werden.
Die genannten Hersteller liefern teilweise beide Varianten (Poly und Mono), sowie Ferrosilizium (Pulver oder anders), und firmieren als Einzelunternehmen, Ausgründungen oder Zusammenschlüsse (Joint Ventures). Die eigentliche Klassifizierung erfolgt nach Reinheitsgraden.
Die Liste unterscheidet sich von Rankings der als „Halbleiterhersteller“ bezeichneten Unternehmen wie Intel, Samsung usw.

## Marktsituation
Bei der weltweiten Waferproduktion (für ICs, d. h. Mono-Si) führen laut Analysen (Stand 2022) des Marktforschungsunternehmens Knometa Research die folgenden Länder:
1. Südkorea (23 %)
2. Taiwan (21 %)
3. China (16 %)
4. Japan (15 %)
5. Americas (11 %)
6. Europa (5 %)
7. ROW (Rest of world) (9 %)

Der Report kalkuliert eine Verteilung von 21,6 Mio. 200 mm-äquivalenten Wafern pro Monat. Zu bemerken ist noch, dass 50 % der chinesischen Kapazitäten von ausländischen Unternehmen kontrolliert werden.

## Ferrosilizium
- Elkem[8], Norwegen
- Ferroglobe, Zusammenschluss 2015 von Globe Specialty Metals, USA und Grupo Ferroatlántica, Spanien[9]
- Invensil, ehem. Péchiney (Frankreich),[10] dann Rio Tinto Alcan (Kanada)
- RIMA, Brasilien

Laut Daten der United States Geological Survey gilt die Volksrepublik China (Stand 2022) mit großem Abstand als weltweit größter Produzent von Silizium.

## Solarsilizium (Poly-Si)

### Top-10
Die Liste ist an die Top-10 nach dem Marktforschungsunternehmen Bernreuter Research angelehnt. Die Hersteller sind nicht nach der Produktionskapazität (in MT, metrische Tonne), sondern nach der tatsächlichen Produktion im Jahr 2021 geordnet.
1. Tongwei (Yongxiang New Energy), China
2. GCL Technology Holdings, China (und Hongkong)
3. Daqo New Energy, China
4. Wacker Chemie bzw. Siltronic (Ausgründung), Deutschland und Standorte in den USA
5. Xinte Energy, China
6. Xinjiang East Hope New Energy, China
7. OCI Company[13], Südkorea
8. Asia Silicon, China
9. Hemlock Semiconductor Operations (JV aus Dow und Shin-Etsu), USA und Japan
10. Shaanxi Non-ferrous Tian Hong REC Silicon Materials (Kurzform: TianREC), China

### Andere
- QSTec, Katar
- REC Silicon (Union Carbide Corporation 1983), Standorte in den USA[14]
- Tokuyama, Japan

## Halbleitersilizium (Mono-Si)
Zu den bekannten Herstellern, die auch Teil der Silicon Manufacturers Group (SMG)-Interessengemeinschaft des Branchenverbandes SEMI sind, zählen:
- GlobalWafers (GW), Taiwan
- Okmetic, Finnland
- Shin-Etsu, Japan
- SK siltron, Südkorea
- SUMCO, Japan
- Siltronic AG (Ausgründung der Wacker Chemie AG)
- Wafer Works, Taiwan
- Formosa Sumco, Taiwan (JV Formosa & Sumco)[15]

Hersteller von Wafern für integrierte Schaltkreise werden formal zur Halbleiterindustrie gezählt.

### Kennzahlen
Im Vergleich zu den Polysilizium-Produzenten, nutzt die Gruppe andere (eigene) Kennzahlen, darunter die vierteljährlichen Auslieferungen an Silizium (ohne Solar) in Millionen-Quadratzoll (Millions of Square Inches, kurz: MSI), siehe die Details unter Halbleiter.
Die Umsätze beliefen sich im Jahr 2022 auf 12,6 Milliarden US-Dollar. Die starke Nachfrage an Wafern übertrifft (Stand Juli 2021) das Angebot.
| Jahr | Summe Q1–Q4 in MSI |
| ---- | ------------------ |
| 2000 | 05.552             |
| 2001 | 03.940             |
| 2002 | 04.681             |
| 2003 | 05.147             |
| 2004 | 06.263             |
| 2005 | 06.645             |
| 2006 | 07.994             |
| 2007 | 08.660             |
| 2008 | 08.137             |
| 2009 | 06.707             |
| 2010 | 09.370             |
| 2011 | 09,043             |
| 2012 | 09.031             |
| 2013 | 09.067             |
| 2014 | 010.097            |
| 2015 | 010.434            |
| 2016 | 010.738            |
| 2017 | 011.810            |
| 2018 | 012.733            |
| 2019 | 011.810            |
| 2020 | 012.407            |
| 2021 | 014.165            |
| 2022 | 014.713            |

## Ehemalige Hersteller oder Andere
- Dresden-Gittersee, in den 1980ern von der DDR geplantes Reinstsiliziumwerk
- Joint Solar Silicon (Evonik und ehem. SolarWorld), Deutschland
- LDK Solar
- SunEdison (MEMC), USA, verschiedene Standorte, Insolvenz mit Übernahme durch GlobalWafers

## Andere Halbleiter
Wafer werden stets für andere Halbleiter wie z. B. GaAs, SiC, oder andere Halbleiter mit breitem Bandabstand hergestellt. In diesem Bereich gibt es nur wenige spezialisierte Unternehmen, da der Markt im Vergleich zu Silizium kleiner ist.